# Beleg van Neuss
Het Beleg van Neuss was een belegering van de stad Neuss door Karel de Stoute van 29 juli 1474 tot eind mei 1475 in de Bourgondische Oorlogen.

## Aanleiding
De aartsbisschop van Keulen Ruprecht van de Palts verkeerde in oorlog met het Keulse Domkapittel. Na de dood van zijn voorganger Diederik II van Meurs hadden de Staten van het keurvorstendom Keulen zich verenigd in de Erblandesvereinigung. Zij eisten dat de aartsbisschop hen voor belangrijke beslissingen om goedkeuring vroeg. Ruprecht verzette zich daartegen en trachtte Neuss met geweld in te nemen. De Erblandesvereinigung zette hem af en benoemde Herman van Hessen in zijn plaats. Ruprecht vroeg Karel de Stoute om hulp. In ruil voor de hulp zou Karel de Stoute landvoogd worden. Karel de Stoute deed een beroep op Frederik I van de Palts, de broer van Ruprecht, en op de hertogen van Gelre en Kleef en bracht zo een leger van 13.000 tot 20.000 man op de been. Kort voordat dit leger aankwam, bezette Herman van Hessen met 70 ridders, 300 andere ruiters, 1800 soldaten en 1500 huurlingen uit Hessen de stad Neuss.

## Beleg
Neuss was een belangrijke vesting met een stadsmuur uit de 13e eeuw. Daarvoor lagen twee slotgrachten en een versterkte muur, in totaal 50 meter breed. De poorten en torens waren versterkt. Er waren voldoende levensmiddelen voorhanden.
Vanaf 29 juli omsingelden de Bourgondiërs de stad. De verdedigers sloegen een eerste aanval van 6000 ruiters en soldaten af. Karel de Stoute probeerde daarop om alle waterlopen droog te leggen.
Na weken van beschieting bestormden de Bourgondiërs op 10 september 1474 de poorten. De maanden daarop volgden nog zestig dergelijke aanvallen. Vrouwen en kinderen hielpen mee met de verdediging. De verdedigers deden ook uitvallen gedurende de omsingeling, waarbij de aanvallers zich opnieuw moesten hergroeperen.
Het buskruit in de stad raakte op en men stuurde twee boten naar Keulen om buskruit te halen. Ze kwamen terug met 550 goed bewapende mannen die elk enkele kilogram salpeter bij zich droegen en met listen terug in de stad geraakten. In de winter raakten ook de levensmiddelen op. In februari 1475 waren van de honderden koeien er nog maar drie over en hun melk werd voorbehouden voor kinderen en zieken. De inwoners aten gras, onkruid en slakken. Om de moed erin te houden hielden ze ridderspelen en slachtten daarna de paarden voor voedsel.

## Vrede
Ondertussen bood keizer Frederik III de stad hulp aan. Hij liet Albrecht Achilles van Brandenburg en de aartsbisschop van Mainz, Adolf II van Nassau, een ontzettingsleger opbouwen.
Kort voor Kerstmis 1474 kwam dit ontzettingsleger bij Koblenz aan. Ondertussen had de Bourgondische artillerie de oude stadsmuur geslecht.
De verdedigers van Neuss moesten bolwerken opgeven. Het ontzettingsleger nam de stad Linz in en trok op 21 maart 1475 Keulen binnen.
Het ontzettingsleger marcheerde op 6 mei van Keulen naar Neuss en kwam op 23 mei aan, waarna ze de belegeraars aanvielen. Daarop trokken de belegeraars zich terug. 
Intussen reisde de pauselijke legaat van kamp naar kamp om te bemiddelen. Inzet was daarbij een oplossing waarbij Karel de Stoute zich zonder gezichtsverlies zou kunnen terugtrekken. Die legde zich ten slotte neer bij de toewijzing van de stad Neuss aan de paus. 
Op 28 juni 1475 werd te Keulen een voorlopige vrede gesloten, waarbij Bourgondië afzag van Neuss. De verdedigers telden tussen 700 en 3000 doden, de belegeraars 10.000. Grote delen van de stad lagen in puin.
Door zijn koppige belegering van Neuss verspeelde Karel de kans om de Honderdjarige Oorlog weer aan te wakkeren, jarenlang het doel van zijn politiek. In 1471 had hij koning Edward IV van Engeland overgehaald tot een invasie van Frankrijk. Maar deze had voorlopig de handen vol in eigen land. Toen hij in 1475 zover was, stond Karel voor Neuss en weigerde het beleg af te breken. Daarop tekende Edward het Verdrag van Picquigny, waarmee de Honderdjarige Oorlog definitief werd afgesloten.